# Peruanische Fußballnationalmannschaft der Frauen
Die peruanische Fußballnationalmannschaft der Frauen repräsentiert Peru im internationalen Frauenfußball. Die Nationalmannschaft ist dem Fußballverband von Peru unterstellt und wird von Conrad Flores trainiert. Die Auswahl nahm an acht der bisher ausgetragenen CONMEBOL Südamerikameisterschaften teil, wobei der dritte Platz bei der ersten Teilnahme 1998 der bisher größte Erfolg war. An einer Weltmeisterschaft bzw. an den Olympischen Spielen hat die Auswahl von Peru bisher noch nicht teilgenommen. Nach der verpassten Qualifikation für die WM 2007 folgte eine fast dreijährige Länderspielpause, ehe im November 2009 wieder vier Spiele ausgetragen wurden. Der letzte Sieg in einem Pflichtspiel liegt über 16 Jahre zurück (2:1 gegen Bolivien am 15. November 2006). Danach gab es Siege nur in Freundschaftsspielen, aber auch erst wieder im Februar 2024 gegen Bolivien. Außer gegen Costa Rica, El Salvador Jamaika, Kuba, Mexiko, Nicaragua und Panama spielte Peru bisher nur gegen südamerikanische Mannschaften.

## Turnierbilanz

### Weltmeisterschaft
| - 1991: nicht teilgenommen (erstes Spiel erst 1998) - 1995: nicht teilgenommen (erstes Spiel erst 1998) - 1999: nicht qualifiziert - 2003: nicht qualifiziert - 2007: nicht qualifiziert | - 2011: nicht qualifiziert - 2015: nicht qualifiziert - 2019: nicht qualifiziert - 2023: nicht qualifiziert |

### Südamerikameisterschaft
| - 1991: nicht teilgenommen (erstes Spiel erst 1998) - 1995: nicht teilgenommen (erstes Spiel erst 1998) - 1998: Dritter - 2003: Vierter - 2006: Vorrunde - 2010: Vorrunde | - 2014: Vorrunde - 2018: Vorrunde - 2022: Vorrunde - 2025: Vorrunde |

### Olympische Spiele
| - 1996: nicht teilgenommen (erstes Spiel erst 1998) - 2000: nicht qualifiziert - 2004: nicht qualifiziert - 2008: nicht qualifiziert - 2012: nicht qualifiziert | - 2016: nicht qualifiziert - 2020: nicht qualifiziert - 2024: nicht qualifiziert - 2028: nicht qualifiziert |

### Panamerikanische Spiele
Peru nahm einmal – 2019 als Ausrichter – an den Panamerikanischen Spielen teil und belegte da den letzten Platz. 2027 ist Peru erneut Gastgeber und damit qualifiziert.